# Sapphire Stagg
Sapphire "Sapph" Stagg è un personaggio dei fumetti statunitensi creato da Bob Haney (testi) e Ramona Fradon (disegni), pubblicato dalla DC Comics. La sua prima apparizione avviene in The Brave and the Bold (Vol. 1) n. 57 (gennaio 1965).
Sapphire è la figlia dello spietato imprenditore miliardario Simon Stagg ed il principale interesse sentimentale di Metamorpho, di cui nel corso degli anni è stata assistente, fidanzata e infine moglie nonostante il padre disapprovi la loro relazione al punto da attentare più volte alla vita del supereroe.

## Biografia del personaggio

### Primi anni
Nata a New York City da Simon e Mara Stagg, che muore poco dopo averla data alla luce, Sapphire viene cresciuta solo dal padre, il quale tuttavia sviluppa per lei una gelosia morbosa. Socialite dedita alle feste e alla spensieratezza, la vita di Sapphire cambia dopo aver conosciuto Rex Mason, avventuriero ed archeologo di fama mondiale assunto per varie spedizioni dalla Stagg Enterprises di cui si innamora, venendo ricambiata. Suo padre tuttavia, una volta venuto a sapere della storia tra i due, ordina al suo assistente Java di assassinarlo durante un’operazione in Egitto volta al recupero dell’artefatto noto come “Sfera di Ra”, provocando così la trasformazione di Rex in Metamorpho, l’Uomo Elementale. Nonostante il grottesco nuovo aspetto del compagno, Sapphire resta al suo fianco e il loro rapporto si fortifica tanto che essa lo convince a mettere i suoi poteri al servizio del bene assistendolo nelle sue avventure da supereroe.

### Matrimonio
Tempo dopo, Sapphire lascia la casa paterna e si trasferisce a Gotham City, dove viene presa di mira da un sicario e salvata da Batman e Metamorpho, che va poi a vivere con lei. Furioso per tutto ciò, Simon separa forzatamente i due e si serve della "Sfera di Ra" per uccidere Metamorpho, che tuttavia viene riportato in vita grazie agli Outsiders evento a seguito del quale Sapphire, felice di non averlo perso per sempre, si ribella al padre chiedendo all’Uomo Elementale di sposarla.
Dopo il matrimonio la coppia tenta di avere un figlio ma, poco dopo, Metamorpho viene assassinato della dottoressa Helga Jace e Sapphire, rimasta vedova, si scopre incinta e dà alla luce il figlio di Rex, Joey, dotato della capacità di corrodere qualsiasi cosa tocchi tranne i suoi parenti stretti. La donna viene inoltre costretta dal padre a risposarsi con Java, motivo per cui Metamorpho, resuscitato circa un anno dopo, si allontana da lei unendosi alla Justice League Europe.
Tempo dopo, Rex riesce a guarire il tocco corrosivo di Joey e si riconcilia con Sapphire, nel frattempo divorziata da Java, inoltre, quando Metamorpho muore eroicamente sacrificandosi nello spazio, la moglie lo riposta in vita servendosi della "Sfera di Ra". Anni dopo, quando un esperimento fallimentare del padre fonde quest'ultimo assieme a Sapphire e Joey dando vita a un mostro omicida, Metamorpho li riporta alla normalità con l’aiuto di Black Canary e le Birds of Prey.

### New 52eRinascita
In seguito agli eventi di Flashpoint l'Universo DC viene completamente riscritto e rilanciato. Nella nuova realtà narrativa Sapphire è la miglior biochimica delle Stagg Enterprises e conosce Metamorpho solo dopo la sua trasformazione, aiutandolo a riprendersi dallo shock, liberandolo dalla cella in cui lo ha rinchiuso il padre e viaggiando con lui alla ricerca di una cura per poi innamorarsene sebben, poco dopo, la sua coscienza si fonda alla "Sfera di Ra" a seguito di un incidente dando vita all'essere di pura energia "Unity". Dopo la nuova riscrittura della realtà avvenuta con Rinascita, Sapphire torna ad essere una ricca ereditiera e cantante nonché devota compagna di Metamorpho, inoltre ha un fratello maggiore, Sebastian, e col tempo assume un ruolo molto più attivo nella società di famiglia tanto da assumerne il controllo in seguito alla morte del padre.

## Altre versioni

### The Nail
In JLA: The Nail Sapphire è la moglie di Metamorpho, tenuta in ostaggio da Jimmy Olsen assieme a loro figlio per ricattare il metaumano e servirsene per i suoi scopi.

## Altri media

### Cinema

Sapphire Stagg (a destra) interpretata da Louisa Krause con Metamorpho (Anthony Carrigan) e loro figlio Joey in Superman (2025)

- Nel franchise del DC Universe (DCU) Sapphire Stagg, interpretata da Louisa Krause,[31] compare in un cameo non parlato in Superman (2025) come compagna di Metamorpho e madre di loro figlio Joey.

### Televisione
- Nella serie animata Justice League Sapphire Stagg fa un'apparizione doppiata da Danica McKellar.[32]
- Il personaggio compare nella serie Beware the Batman doppiata da Emmanuelle Chriqui.[32]